# 緬因草原 (加利福尼亞州)
緬因草原（英語：Maine Prairie）是位於美國加利福尼亞州索拉諾縣的一個非建制地區。該地的面積和人口皆未知。

## 地理
緬因草原的座標為38°18′29″N 121°45′32″W / 38.30806°N 121.75889°W，而該地的平均海拔高度為2米（即7英尺）。